# Johann Nepomuk Berger (Mediziner)
Johann Nepomuk Berger (* 22. Juli 1781 in St. Johann in Tirol; † 11. April 1847 in München) war ein österreichischer Arzt.

## Leben
Berger studierte ab 1801 Medizin an der Leopold-Franzens-Universität Innsbruck, eröffnete 1805 eine Praxis in St. Johann in Tirol und wurde 1806 promoviert.
Er wurde erster Distriktsimpfarzt in Innsbruck und führte dort gegen großen Widerstand die Kuhpocken-Impfung ein. Nach kurzer Tätigkeit als Militärarzt im bayerischen Heer wurde er 1809 Landgerichtsarzt in Wolfratshausen. 1817 wurde er als Professor an die neue Hebammenschule in München berufen, deren Direktor er 1826 wurde. Ebenfalls im Jahr 1817 wurde er zum Mitglied der Leopoldina gewählt. 1831 wurde er a.o. Professor für Geburtshilfe an der medizinischen Fakultät der Ludwig-Maximilians-Universität München. Ab 1833 war er auch Direktor des dortigen Gebärhauses. Er war langjähriges Mitglied des Medizinalausschusses und Arzt am städtischen Kinderhaus in München.
Berger setzte Maßnahmen zur Verbesserung der Hygiene, um bei Geburten Infektionen zu vermindern. Dadurch konnte er eine Senkung der Müttersterblichkeit erreichen.